# Encore (альбом Эминема)
Encore (с англ. — «На бис», стилизовано как ƎNCORE) — пятый студийный альбом американского рэпера Эминема и 2-й его сольный альбом, изданный на собственном лейбле Shady Records в 2004 году. Выход альбома был изначально запланирован на 16 ноября 2004 года, но был перенесён на 12 ноября из-за утечки альбома в интернет. В первую неделю продаж было продано 710 тыс. экземпляров.
На второй неделе альбом продался в 870 тыс. экземпляров. Альбом 8 недель продержался на 1-м месте  в Billboard 200. К концу второй недели в США было продано уже 1582 тыс. экземпляров. А в середине декабря стал 4 раза платиновым альбомом. По состоянию 2013 года, в США продано 5.2 млн копий альбома. По всему миру тираж составляет 21 млн экземпляров.

## Приём альбома
На церемонии «Грэмми 2005» альбом был номинирован в категории «Лучший рэп-альбом», но проиграл альбому Канье Уэста The College Dropout.
Это был первый альбом Эминема (не считая демо-альбома Infinite), который не получил эту награду. До этого Эминем выигрывал награду «Лучший рэп-альбом» три раза подряд — за альбомы The Slim Shady LP (2000), The Marshall Mathers LP (2001) и The Eminem Show (2003). Две песни также были номинированы, но не получили наград:
- «Encore» (при участии Dr. Dre и 50 Cent, в номинации «Лучшая рэп-песня, исполненная дуэтом или группой»)
- «Mockingbird» (в номинации «Лучшая сольная рэп-песня»)

Альбом был также номинирован на премию American Music Awards (2005) в категории «Лучший рэп/хип-хоп альбом», но уступил альбому The Massacre, который выпустил 50 Cent. В то же время сам Эминем победил в категории «Лучший рэп/хип-хоп исполнитель».
Сайт Allmusic назвал Encore продолжением The Eminem Show:

«Как следует из названия, Encore является дополнением к The Eminem Show — так же как The Marshall Mathers LP является зеркальным отражением The Slim Shady LP, предлагая иной взгляд на знакомые темы».
Оригинальный текст (англ.)«As the title suggests, „Encore“ is a companion piece to „The Eminem Show“ the way that „The Marshall Mathers LP“ mirrored The Slim Shady LP, offering a different spin on familiar subjects»

Вопреки коммерческому успеху, альбом встретил гораздо более холодные отзывы критиков. Главным объектом критики были более комический настрой альбома и ухудшавшиеся тексты Эминема. В Encore нет таких жестоких песен, как «Kill You» и «Kim», и поэтому он вызвал меньше скандалов, нежели The Marshall Mathers LP. Как и в The Eminem Show, Эминем продолжил представать в более светлом образе. Однако много нареканий вызвала песня «Mosh», критикующая Джорджа Буша, а также главный сингл альбома — песня «Just Lose It», высмеивающая Майкла Джексона в своём клипе.
На обложке изображён «последний поклон» Слима Шейди, что означает решение Эминема избавиться от своего альтер эго. Аутро титульного трека также доказывает это: Слим Шейди после исполнения песни возвращается на сцену и расстреливает зрителей, в конце со словами «Bye-bye!» застреливается. Однако на следующем альбоме Relapse Эминем не раз употреблял имя своего альтер эго, что объясняется в бонус-треке «My Darling», где Слим Шейди снова приходит к Эминему и на слова «Я же уже убил тебя» отвечает, что дух нельзя убить и он живёт в нём.
Впоследствии Эминем признался, что именно во время написания альбома он начал принимать наркотики, что и сказалось на текстах и музыке.
Песня «We Are American», которая вошла в бонус-диск и содержала строчки «Fuck money, I don’t rap for dead presidents. I’d rather see the president dead» (с англ. — «К чёрту деньги, я читаю рэп не ради мёртвых президентов, по мне — уж лучше пусть президент помрёт»), привлекла внимание Секретной службы США, увидевшей возможную угрозу в адрес президента Буша.

## Цензурная версия
Одновременно с оригиналом была выпущена цензурная версия альбома, из которой были вырезаны все ругательства, предложения, содержащие насилие или с сексуальным и наркотическим подтекстом. Также вычищены тексты песен «Puke», «My 1st Single», «Just Lose It» на буклете «чистой» версии альбома, песня «Ass Like That» обозначена как «A** Like That». Из песни «Encore» удалена последняя часть, которая в оригинале обозначена как «Curtains Down». Также из песни «One Shot 2 Shot» удалено начало, и, в отличие от оригинала, в чистой версии песня начинается сразу с припева. В песне «Evil Deeds» удалены строки «Lord, please forgive me for what I do, For I know not what I’ve done» (с англ. — «Господи, пожалуйста, прости меня за то, что я творю, ибо я не ведаю, что натворил»). В этой же песне в чистой песне удалено слово «satan» в «Debbie had a Satan spawn, Satan spawn».

## Продюсирование
Половину песен, в отличие от The Eminem Show, спродюсировал Dr. Dre. Другую половину спродюсировал сам Eminem с помощью Луиса Ресто. Продюсирование альбома было одной из тем для критики — когда в предыдущем альбоме Эминема была сложная, комплексная аранжировка, в Encore преобладали простые, незамысловатые мелодии: «Здесь музыка более уравновешенная и по-спартански простая, основанная на обычных ударных и клавишных» (англ. «Here, the music is staid and spartan, built on simple unadorned beats and keyboard loops»).

## Список композиций
| №   | Название                                                       | Автор(ы)                                                            | Продюсер(ы)            | Длительность |
| --- | -------------------------------------------------------------- | ------------------------------------------------------------------- | ---------------------- | ------------ |
| 1.  | «Curtains Up» (скит)                                           |                                                                     |                        | 0:47         |
| 2.  | «Evil Deeds»                                                   | Эминем, Dr. Dre, Майк Элизондо, М. Бэтсон, С. Попе                  | Dr. Dre                | 4:20         |
| 3.  | «Never Enough» (при участии Nate Dogg & 50 Cent)               | Эминем, А. Янг, М. Елизондо, C. Jackson, N. Hale                    | Dr. Dre, Майк Элизондо | 2:40         |
| 4.  | «Yellow Brick Road»                                            | Эминем, Л. Ресто, С. Кинг                                           | Эминем, Луис Ресто     | 5:46         |
| 5.  | «Like Toy Soldiers»                                            | Эминем, Л. Ресто, М. Доусон, М. Маргулес                            | Эминем, Луис Ресто     | 4:57         |
| 6.  | «Mosh»                                                         | Эминем, А. Янг, М. Элизондо, М. Бэтсон, С. Попе                     | Dr. Dre, Марк Бэтсон   | 5:18         |
| 7.  | «Puke»                                                         | Эминем, Л. Ресто, С. Кинг, Б. Mей                                   | Эминем, Луис Ресто     | 4:08         |
| 8.  | «My 1st Single»                                                | Эминем, Л. Ресто                                                    | Эминем, Луис Ресто     | 5:03         |
| 9.  | «Paul» (скит)                                                  |                                                                     |                        | 0:32         |
| 10. | «Rain Man»                                                     | Эминем, А. Янг, М. Элизондо, М. Бэтсон, С. Попе                     | Dr. Dre                | 5:14         |
| 11. | «Big Weenie»                                                   | Эминем, А. Янг, М. Элизондо, М. Бэтсон, С. Попе                     | Dr. Dre                | 4:27         |
| 12. | «Em Calls Paul» (скит)                                         |                                                                     |                        | 1:12         |
| 13. | «Just Lose It»                                                 | Эминем, А. Янг, М. Элизондо, М. Бэтсон, С. Попе                     | Dr. Dre, Майк Элизондо | 4:09         |
| 14. | «Ass Like That»                                                | Эминем, А. Янг, М. Элизондо, М. Бэтсон, С. Попе                     | Dr. Dre, Майк Элизондо | 4:26         |
| 15. | «Spend Some Time» (при участии Obie Trice, Stat Quo & 50 Cent) | Эминем, Л. Ресто, Obie Trice, Stat Quo, 50 Cent, С. Кинг, Дж. Врайт | Эминем, Луис Ресто     | 5:11         |
| 16. | «Mockingbird»                                                  | Эминем, Л. Ресто                                                    | Эминем, Луис Ресто     | 4:11         |
| 17. | «Crazy in Love»                                                | Эминем, Л. Ресто, A. Wilson, N. Wilson, R. Fisher                   | Эминем, Луис Ресто     | 4:02         |
| 18. | «One Shot 2 Shot» (при участии D12)                            | Эминем, Л. Ресто, Swifty McVay, Kuniva, Denaun Porter, Bizarre      | Эминем, Луис Ресто     | 4:27         |
| 19. | «Final Thought» (скит)                                         |                                                                     |                        | 0:30         |
| 20. | «Encore/Curtains Down» (при участии Dr. Dre & 50 Cent)         | Эминем, А. Янг, М. Элизондо, М. Бэтсон, С. Попе, C. Jackson         | Dr. Dre, Марк Бэтсон   | 5:48         |

| №  | Название          | Автор(ы)                  | Продюсер(ы)        | Длительность |
| -- | ----------------- | ------------------------- | ------------------ | ------------ |
| 1. | «We as Americans» | Эминем, Л. Ресто          | Эминем, Луис Ресто | 4:36         |
| 2. | «Love You More»   | Эминем, Л. Ресто          | Эминем, Луис Ресто | 4:44         |
| 3. | «Ricky Ticky Toc» | Эминем, Л. Ресто, С. Кинг | Эминем, Луис Ресто | 2:53         |

Список композиций, семплы которых были использованы в ходе работы над альбомом:
- «Yellow Brick Road» — «Vocal Planet» группы «Spectrasonic» и «Funkin Lesson» группы «X-Clan»
- «Like Toy Soldiers» — «Toy Soldiers» Мартика и «50 Ways to Leave Your Lover» Пола Саймона
- «Crazy in Love» — «Crazy on You» группы Heart
- «Spend Some Time» — «Self Seeking Man» группы Spooky Tooth

## Позиции синглов в хит-парадах
| Год  | Песня               | Позиция в хит-параде    | Позиция в хит-параде  | Позиция в хит-параде  | Позиция в хит-параде    | Позиция в хит-параде | Позиция в хит-параде        |
| Год  | Песня               | США «Billboard Hot 100» | США «Hot Rap Singles» | США «Rhythmic Top 40» | США «Top 40 Mainstream» | США «Top 40 Tracks»  | Британия «UK Singles Chart» |
| 2004 | «Just Lose It»      | 6                       | 7                     | 3                     | 5                       | 4                    | 1                           |
| 2004 | «Encore»            | 25                      | 20                    | 15                    | 19                      | 13                   | —                           |
| 2005 | «Like Toy Soldiers» | 34                      | —                     | 33                    | 24                      | 35                   | 1                           |
| 2005 | «Mockingbird»       | 11                      | 10                    | 6                     | 6                       | 10                   | 4                           |
| 2005 | «Ass Like That»     | 60                      | —                     | 29                    | —                       | —                    | 4                           |

## Хит-парады
| Страна (2004—2005)  | Лучший результат |
| ------------------- | ---------------- |
| Австралия           | 1                |
| Австрия             | 1                |
| Бельгия             | 2                |
| Канада              | 1                |
| Чехия               | 1                |
| Дания               | 2                |
| Финляндия           | 1                |
| Франция             | 1                |
| Германия            | 1                |
| Венгрия             | 1                |
| Ирландия            | 1                |
| Италия              | 1                |
| Нидерланды          | 2                |
| Новая Зеландия      | 1                |
| Норвегия            | 2                |
| Польша              | 1                |
| Испания             | 1                |
| Швеция              | 2                |
| Швейцария           | 1                |
| Великобритания      | 1                |
| США «Billboard 200» | 1                |